# العهاب (المخادر)

تعديل مصدري - تعديل

العهاب هي إحدى قرى عزلة جبل عقد بمديرية المخادر التابعة لمحافظة إب، بلغ تعداد سكانها 548 نسمة حسب تعداد اليمن لعام 2004.